# Strada europea E551
La strada europea E551 è una strada europea che collega České Budějovice a Humpolec. Come si evince dalla numerazione, si tratta di una strada di classe B posta nell'area delimitata a nord dalla E50, a sud dalla E60, ad ovest dalla E55 e ad est dalla E65.

## Percorso
La E551 è definita con i seguenti capisaldi di itinerario: "České Budějovice - Humpolec".